# Distretto di Louxing
Il distretto di Louxing (娄星区S, Lóuxīng QūP) è un distretto della Cina, situato nella provincia di Hunan e amministrato dalla prefettura di Loudi.